# 師戸
師戸（もろと）は、千葉県印西市の大字。郵便番号270-1615。

## 地理
北は鎌苅、北東は鎌苅干拓、東から南は師戸干拓、西は岩戸に隣接している。

## 歴史
江戸期は師戸村であり、下総国印旛郡のうち。「寛文印知集」では寛文4年佐倉藩領分の村と見え、「各村級分」では旗本川口氏・永井氏の相給、「旧高旧領」では佐倉藩領。村高は「元禄郷帳」806石余、「天保郷帳」「旧高旧領」ともに810石余。水戸街道我孫子宿の助郷村。延享3年指出帳によれば、家数102・人数599、溜池9か所、郷蔵1、水除堤400間、印旛沼の対岸臼井村間に渡し船があり、馬渡船1・小渡船1・猟船19（馬場家文書）。慶応3年頃の反別田50町余・畑28町余・新田畑1町余、年貢は米229石余・金1分・永3貫余。文化10年新開場検地があった。神社は宗像神社、寺院は真言宗広福寺・長円寺。明治6年千葉県に所属。明治22年宗像村の大字となる。

### 年表
- 1873年（明治6年） - 千葉県に所属。
- 1889年（明治22年）4月1日 - 宗像村大字師戸になる。
  - 町村制施行し、岩戸村、師戸村、鎌刈村、大廻村、造谷村、吉田村が合併し印旛郡宗像村が発足。
- 1955年（昭和30年）3月10日 - 印旛村師戸となる。
  - 六合村・宗像村が合併し、印旛村が発足。
- 2010年（平成22年）3月23日 - 印西市師戸となる。
  - 印旛村・本埜村が印西市に編入。

## 世帯数と人口
2017年（平成29年）10月31日現在の世帯数と人口は以下の通りである。
| 大字 | 世帯数  | 人口  |
| ---- | ------- | ----- |
| 師戸 | 187世帯 | 460人 |

## 小・中学校の学区
市立小・中学校に通う場合、学区は以下の通りとなる。
| 番地 | 小学校                 | 中学校             |
| ---- | ---------------------- | ------------------ |
| 全域 | 印西市立いには野小学校 | 印西市立印旛中学校 |

## 施設
- 師戸地区構造改善センター
- 願船漆文化資料館
- 願船漆工房
- アトリエMoon／ギャラリーわらね
- 廣福寺
- 長円寺
- 宗像神社
- 金比羅神社
- 印旛沼公園
- 師戸橋機場

## 交通

### 道路
- 主要地方道
  - 千葉県道64号千葉臼井印西線